# Großmugl
Großmugl là một thị trấn ở huyện Korneuburg trong bang Niederösterreich ở nước Áo. Đô thị này có diện tích 64,49 km², dân số năm 2001 là 1519 người. Đô thị này có cự ly khoảng 15 km về phía bắc Stockerau trong Weinviertel của bang Niederösterreich. 